# Осипов, Борис Иванович
Бори́с Ива́нович О́сипов (5 декабря 1938, Юргамыш, Челябинская область — 10 февраля 2018, Омск) — советский и российский историк и лингвист. Доктор филологических наук, профессор.

## Биография
Борис Иванович Осипов родился 5 декабря 1938 года в посёлке Юргамыш Юргамышский сельсовета Юргамышского района Челябинской области, ныне посёлок городского типа Юргамышский поссовета Юргамышского района Курганской области. В семье было трое детей: Анатолий, Борис и Нина.
Поступил на историко-филологический факультет Курганского педагогического института. В 1958 году студента Курганского пединститута Б. И. Осипова исключили «за политику» из комсомола и из вуза, и ему пришлось устроиться на работу художником-рекламистом в кинотеатр посёлка Юргамыш Курганской области. В 1961 году окончил заочное отделение историко-филологического факультета Курганского педагогического института.
В 1965 году окончил заочную аспирантуру по специальности «Русский язык» при Куйбышевском педагогическом институте. Работал учителем в сельских школах Курганской области.
По окончании аспирантуры был направлен старшим преподавателем на кафедру русского языка Барнаульского педагогического института. В 1969 году защитил кандидатскую диссертацию «История слитных и раздельных написаний в русской рукописной книжности к. XVII—XVIII вв.» и был избран доцентом. В 1974 году был вынужден сменить место работы из-за конфликта с Алтайским крайкомом КПСС. Работал в Шуйском педагогическом институте.
В 1976 году приглашён в Удмуртский университет, где работал доцентом, а с 1982 года — профессором кафедры русского языка. В 1980 году в Ленинградском государственном университете защитил докторскую диссертацию «История русского письма».
С 1986 года работал в Омском государственном университете имени Ф. М. Достоевского. В 1987—1992 годах был деканом филологического факультета, с 1987 года заведовал кафедрой общего языкознания. С 1989 года являлся руководителем аспирантуры по специальности «Русский язык».
Член Орфографической комиссии Российской академии наук.
Борис Осипов до последнего дня читал лекции на факультете иностранных языков ОмГУ, а также руководил заседаниями диссертационного совета. Умер 10 февраля 2018 года после непродолжительной болезни. Похоронен на Северо-Восточном кладбище Омска.

## Научные труды

### Монографии
- История слитных и раздельных написаний в русской рукописной книжности конца XVII—XVIII вв. — Барнаул, 1968.
- История русского письма. — Л., 1979.
- История русской орфографии и пунктуации. — Новосибирск, 1992.
- Язык русских деловых памятников XV—XVIII вв. — Омск, 1993. (в соавторстве с Р. М. Гейгером и Т. П. Рогожниковой).
- Лексикографическое описание народно-разговорной речи современного города. — Омск, 1994. (в соавторстве с Г. А. Бобровой, Н. А. Имедадзе, Кривозубовой, М. П. Одинцовой, А. А. Юнаковской).
- Судьбы русского письма: История русской графики, орфографии и пунктуации. — М.-Омск, 2010.

### Учебники и учебные пособия
- Хрестоматия по методике русского языка: Преподавание орфографии и пунктуации в общеобразовательных учебных заведениях. — М., 1995. (в соавторстве с В. Ф. Ивановой).
- Основы языкознания: Учебное пособие для студентов факультетов иностранных языков и филологических факультетов. — Омск, 2017.

### Статьи
- Осипов Б. И. Рецензия на Б. З. Букчина, И. К. Сазонова, Л. К. Чельцова. Орфографический словарь русского языка. М.: Аст-Пресс, 2000. 1288 с. // Вопросы языкознания. — 2001. — № 4. — С. 142—144
- Осипов Б. И. Рецензия на Русский орфографический словарь / Сост. Б. З. Букчина, О. Е. Иванова, С. М. Кузьмина, В. В. Лопатин, Л. К. Чельцова. Отв. ред. В. В. Лопатин. — М., «Азбуковник», 1999. XVIII + 1262 с. Архивная копия от 27 августа 2017 на Wayback Machine // Вопросы языкознания / Отд. ист.-филол. наук РАН. — 2001. — № 3. — С. 126—128.